# Idioma udí
El udí es una lengua caucásica nororiental del grupo lesguino de las lenguas najsko-daguestaníes de familia de lenguas (de Cáucaso Oriental). Se divide en dos dialectos: el de Nidj y el de Oguz (Vartashén). Pero las diferencias entre ellos no les impiden la comprensión mutua, aunque cada dialecto se desarrolla independientemente. La lengua udí la hablan aproximadamente 10 000 personas. Con esto la consideran ágrafa, a pesar de que actualmente hacen esfuerzos para crear la escritura propia. El udí lo usan sólo en la vida cotidiana. A título de la lengua oficial los udís usan la del país en que residen: en Azerbaiyán el azerí, en Rusia el ruso, en Kazajistán el kazajo y el ruso, en Georgia el georgiano, etc. La mayoría de los udíes domina dos o, frecuentemente, tres lenguas. Según muchos especialistas, el udí en la antigüedad era una de las lenguas más difundidas en Albania Caucasiana, en base de la cual en el siglo IV apareció la escritura albana (agvana) y se formó la lengua literaria.

## Aspectos históricos, sociales y culturales

### Distribución geográfica
El udí está localizado de un modo compacto en el pueblo Nidj de la región de Qabalá (Kutkashén antiguo) y en el centro regional de Oguz (Vartashen antiguo) de Azerbaiyán, en el pueblo Zinobiani de región de Kvarelsk en Georgia, y también dispersivamente en Armenia y otros países. En 2002 en Rusia fueron registradas 2960 personas que hablan udí (de 3721 udíes étnicos).

### Dialectos y variantes
El udí tiene dos dialectos: de Nidj y de Vartashén (vartasheno-oktomberi). El dialecto de Nidj tiene sus subhablas que dividen en tres subgrupos: inferiores, intemedios y superiores. Existe la opinión de que todas estas subhablas históricamente eran las hablas independientes (tal vez dialectos en cierto tiempo) de la lengua udí. Después de la migración de los udíes de distintos lugares (de Karabah, Tauza y los pueblos vecinos) al pueblo Nidj, estas hablas poco a poco se reunieron en el dialecto de Nidj. Al dialecto de Vartashén pertenecen dos hablas: el vartasheno mismo y el oktomberi. El habla oktomberi no se diferencia mucho del dialecto vartasheno, ya que los udíes migraron a Oktomberí en 1992.

### La escritura antigua
Desde el punto de vista histórico la lengua caucasiano-albana es más cercana a la udí, más bien al udí antiguo. El alfabeto consistía en 52 letras. Ulteriormente este alfabeto se aplicaba ampliamente: a la lengua albana fueron traducidos los textos bíblicos, en ella se celebraron los servicios religiosos. Sin embargo consecuentemente, por las causas históricas la escritura albana se dejó de aplicar y poco a poco desapareció.

### Siglos XIX y XX
En el siglo XIX y XX se dieron algunas descripciones de la lengua y se inició la investigación científica y la recopilación de textos. Entre ellos destaca el de los evangelios de Mateo, Marcos, Lucas y Juan, «Santo Evangelio de Matfey, Marc, Luk e Ioann» en la lengua udí, que es el texto más largo publicado en el siglo XIX, traducido y preparado por Bezhanovs. El primer diccionario es también de esta época.
Los textos editados por hermanos Bejzhanovs en “Colección de los materiales para la descripción de las localidades y las tribus del Cáucaso” fueron basados en el abecedario compuesto por ellos mismos, ver ”Abecedario udí”.

### El estado moderno
Una nueva etapa del desarrollo de la escritura y la enseñanza de la lengua udí ha comenzado después de la descomposición de la URSS. En 1992 en Bakú fue publicado el proyecto del programa de la lengua udí para las clases iniciales. El proyecto fue compuesto por G.A. Kechaari, el ilustrador udí de Nidj, y J.A. Ajdynov, el colaborador del I.R.S. de las ciencias pedagógicas de Azerbaiyán. El proyecto fue destinado para la publicación del abecedario udí y del libro de la lengua udí. Primeramente el abecedario fue compuesto a base de la gráfica cirílica, los sonidos fueron designados según el modelo del alfabeto en el diccionario de V.Gukasyan. Pero después a causa de la aceptación del nuevo alfabeto azerbaiyano a base del alfabeto latino, también tuvieron que traducir el alfabeto udí al alfabeto latino (en total el sistema de designación de los signos se quedado el mismo con una sola diferencia de usar las letras latinas). En resultado, a mediados del los 90 fue publicado el abecedario udí y un libro en la lengua udí para las clases iniciales. En la actualidad en las escuelas de Nidj ense{an la lengua udí. Sin embargo la enseñanza no es en el nivel necesario. Raras veces se puede encontrar al que lee con soltura el nuevo alfabeto. Parcialmente esto debe a lo que el variante del alfabeto udí que se usa actualmente además ha resultado inconveniente para el estudio y la aplicación, por eso resulta difícil hasta para los escolares que estudian la lengua. La lengua udí se enseña también en las clases iniciales en Zinobiáni, allí el alfabeto (a base de la gráfica georgiana) y el manual para el estudio de la lengua fue compuesto por el udí local Mamuli Neshumashvili. Sin embargo, a pesar de la enseñanza en la escuela о de la lengua udí, el conocimiento de la lengua materna por los udíoes de Georgia deja desear lo mejor.
En 1996 por primera vez fue publicado el libro en la lengua udí «Nana ochal» (“La patria”), la colección de las obras literarias de los distintos autores. El libro fue publicado abase del alfabeto cirílico según el modelo del alfabeto de Gukasyan. En 2001 fue publicado el libro de G. Kechaari «Orayin» (“Manantial”). En ello se incluyeron las poesías, el cuento, la leyenda, también los proverbios udís y las anécdotas. En 2003 salió un libro más de G. Kechaari «Buruxmux» (“Las montes”), la colección de las poesías en la lengua udí. Estos libros se basan ya sobre el nuevo alfabeto a base del alfabeto latino. Los tres libros en el dialecto de Nidj.

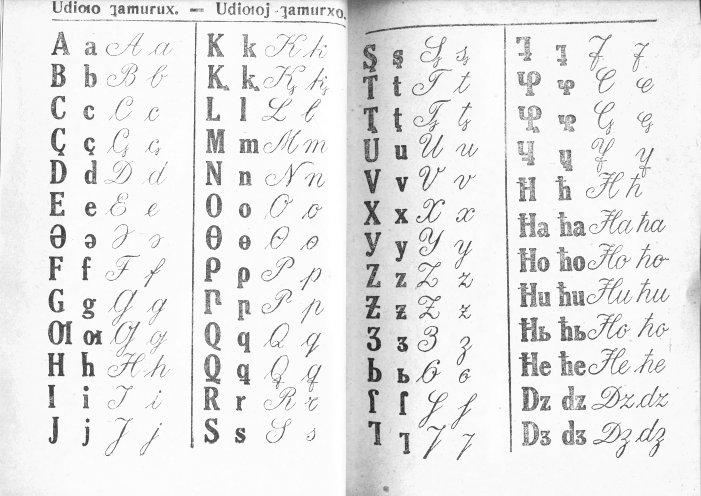
El alfabeto udí de 1934

## Descripción lingüística
La investigación científica y descripción del udí comenzó en el siglo XIX. En este momento comienzan la investigación científica de la lengua y emprenden las primeras tentativas de dar a la lengua udí una forma escrita. El comienzo del estudio de la lengua udí está relacionado con А. А Shifner que primero imprimió la monografía sobre la lengua udí (1863). Más tarde continuaba este trabajo A. Dirr, que en 1902 publicó la monografía Gramática de la lengua udí. La gran aportación a la investigación del la lengua udí y en darla la forma escrita hicieron los udíes mismos. Ya en los años 50 del siglo XIX un udí de Vartashén Gueorguí Bezhanov ayudaba activamente a Shifner en la investigación de la lengua. Él comenzó a componer el diccionario de esta lengua, pero la muerte prematura interrumpió su trabajo. Después, a finales del siglo XIX en «Colección de los materiales para la descripción de las localidades y las tribus del Cáucaso» fueron publicados los textos en la lengua udí a base de la gráfica cirílica: diferentes cuentos y leyendas udís. Estos materiales recogieron los hermanos С. y M. Bezhanovs, los udíes de Vartashén. Entre los primeros investigadores también cae destacar los trabajos de Akbar Payzat y Semión Uruzov, también udíes de Vartashén. S. Uruzov que trabajaba sobre el léxico de la lengua udí, compuso el primer diccionario.
La gran aportación a la moderna investigación científica de la lengua udí la hicieron E. F. Dzhejranishvili (udí de Zinobiáni) y V. N. Panchvidze que investigaban la gramática de la lengua udí y por primera vez compararon ambos dialectos. Es necesario subrayar especialmente el eminente trabajo de Voroshil Gukasyan, udí de Nidj. En 1974 se publicó su Diccionario udí-azerí-ruso; en realidad Voroshil Levonovich se hizo el primer diccionarista de los dos dialectos de la lengu udí. Además a diferencia de los trabajos anteriores de esta especie, su diccionario fue compuesto en el nivel alto profesional. Para designación de los sonidos de la lengua udí se aplicaba aquí el modo general de la transcripción práctica para los pueblos del Cáucaso, la transcripción a base de la gráfica cirílica con la adición de los signos adicionales. Sin embargo, aunque el diccionario del udí fue sacado a la luz, y los udíes alcanzaron de ese modo la posibilidad de designar los sonidos udís en la escritura, la lengua udí se quedaba como antes sin escritura;en parte por lo que la publicación del diccionario no se destinaba para objetivos prácticos, y tenía más bien el valor científico. Al mismo tiempo, en caso de la ausencia de este diccionario, por fuerza de algunas causas hoy sería ya muy difícil recoger el material de esta especie léxica. El alfabeto de 1974, a base de alfabeto cirílico, del diccionario de V.L. Gukasyan:(el lugar del alfabeto).

### Estandarización escrita
Durante mucho tiempo la lengua udí seguía sin escritura. En distintos periodos trataban de traducirla a la escritura cirílica, intentaban enseñar la lengua en la escuela primaria en Nidj. A finales de 1990 en Azerbaiyán fue creado el alfabeto udí de base latina:
| A a   | B b   | C c   | Ç ç   | D d   | E e   | Ə ə   | F f   |
| G g   | Ğ ğ   | H h   | X x   | I ı   | İ i   | Ҝ ҝ   | J j   |
| K k   | Q q   | L l   | M m   | N n   | O o   | Ö ö   | P p   |
| R r   | S s   | Ş ş   | T t   | U u   | Ü ü   | V v   | Y y   |
| Z z   | Ц ц   | Цı цı | Eъ eъ | Tı tı | Əъ əъ | Kъ kъ | Pı pı |
| Xъ xъ | Şı şı | Öъ öъ | Çı çı | Çъ çъ | Ć ć   | Jı jı | Zı zı |
| Uъ uъ | Oъ oъ | İъ iъ | Dz dz |       |       |       |       |